# Shigefusa Uesugi
Shigefusa Uesugi (jap. 上杉 重房 Uesugi Shigefusa; data narodzin i śmierci nieznane) – japoński arystokrata, daimyō, dowódca wojskowy. 

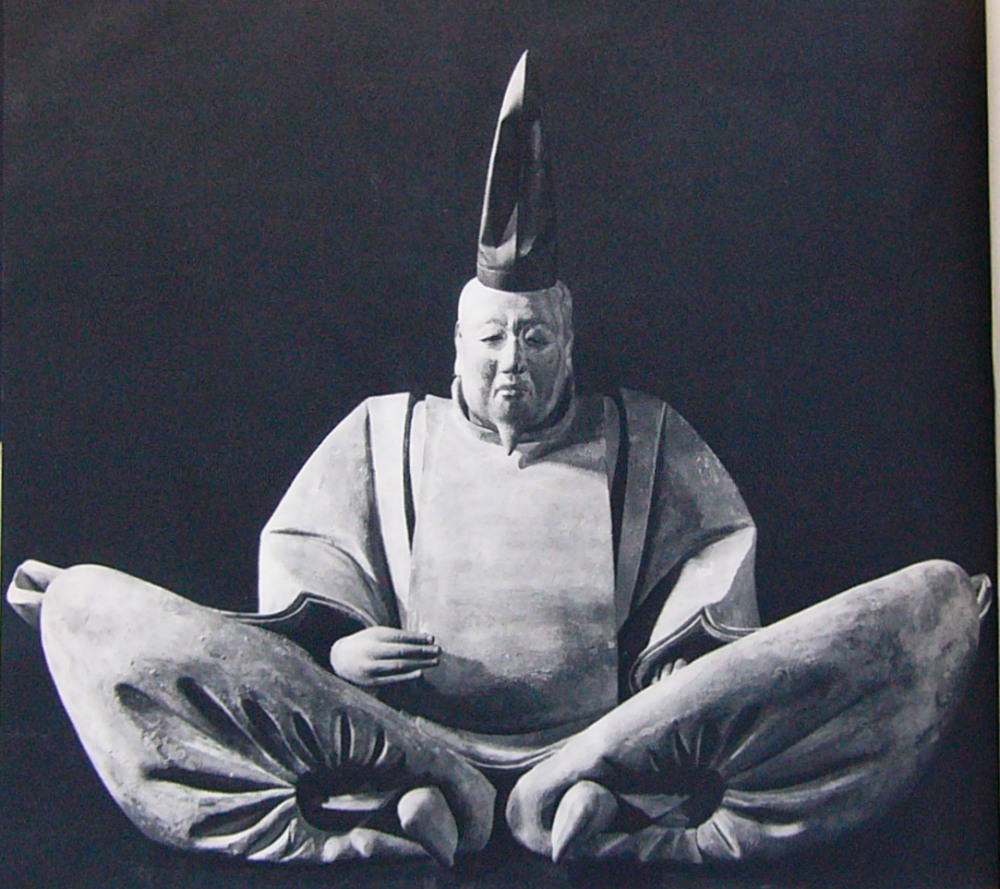
Posążek Shigefusy Uesugi w muzeum w Kamakurze

Twórca siły politycznej i militarnej klanu Uesugi w końcu XIII wieku.
W 1252 r. złożył hołd cesarzowi Go-Saga za co został ustanowiony szóstym namiestnikiem siogunatu Kamakury w regionie Kantō.